# Asi Abutbul
Pour les articles homonymes, voir Abutbul.
Asi Abutbul (hébreu : אסי אבוטבול ; né en 1975) est un gangster israélien. 

## Biographie

### Carrière criminel
En mai 2006, Asi Abutbul a été arrêté par la police israélienne, en même temps qu'un autre mafieux Eli Naim, soupçonné d'avoir vendu des armes à Eli avec une intention criminelle.
L'importateur BMW Kamur a été surpris en train de donner gratuitement deux voitures à Asi Abutbul. En 2008, Asi Abutbul a été condamné à 18 mois de prison pour avoir vendu des armes à des gangs à Jérusalem et à Netanya. 
Le 21 juin 2009, Abutbul et 19 de ses hommes ont été incarcérés. Asi Abutbul a été condamné à 13 ans de prison.
En 2015, Asi Abutbul, ainsi que Nachshon Gov et Shalom Lili Devash, ont été désignés comme étant les suspects dans deux affaires de meurtre et de deux tentatives de meurtre. Selon la police, les trois accusés sont impliqués dans la disparition en 2000 d’un résident de Netanya, Moshe Hadas, et du meurtre en 2002 de Davidi Dangor au Mexique, ainsi que des tentatives de meurtre sur deux autres hommes en 2001 et 2002.

### Vie privée
Le 31 juillet 2011, le frère de Michael Abutbul, François Abutbul, a été tué par balle. Selon les médias israéliens, François était à la tête de la même organisation criminelle que Michael. 
Le 29 août 2017, Michael Abutbul a été accusé du meurtre d'Arthur Rosen en 1999. Il a également été accusé de complot en vue du meurtre de son avocat Yoram Hakham en 2008.